# Цзінь Шужень
Цзінь Шужень (кит. трад. 金樹仁, спр. 金树仁, піньїнь: Jīn Shùrén; 1879, Ганьсу, Хечжоу - 19 вересня 1941, Ганьсу, Ланьчжоу) — етнічний китаєць, губернатор китайської провінції Сіньцзян в 1928-1933. Змінив на своїй посаді вбитого губернатора Яна Цзенсіня. Його уряд був відомий своєю корупцією, зростанням етнічних та релігійних конфліктів. Політика Цзінь Шуженя з китаїзації провінції викликала Кумульське повстання. Цзінь уклав негласну угоду з СРСР про постачання озброєння. Коли про це дізнався уряд Гоміньдану, проти Цзіня було послано 36-ю дивізію НРА під командуванням генерала Ма Чжун'їна. Було поставлено завдання повалення уряду Цзінь Шуженя.
За підтримки білоемігрантів на чолі з Папенгутом у битві при Урумчі у квітні 1933 Цзянь був повалений і втік до СРСР. У жовтні 1933 повернувся до Китаю і був заарештований за підписання таємних угод із СРСР.
У березні 1935 пройшов суд, згідно з вердиктом якого Цзінь отримав три з половиною роки в'язниці. Однак 10 жовтня уряд оголосив амністію, і наступного дня Цзінь вийшов на волю.
У 1935 повернувся в Ганьсу, де і помер 19 вересня 1941.
При ньому розпочав кар'єру Шен Шіцай, який у 1933 змінив його на посаді губернатора.